# 太鼓台
太鼓台（たいこだい）とは、
1. 太鼓を載せる台。
2. 神社の祭礼において練り出される山車の一種。内部に太鼓が積まれており、太鼓に合わせて音頭をとって担ぐ。舁き山（かきやま、担ぎ山）と曳き山（ひきやま、引き山）がある。

## 太鼓台（概要）

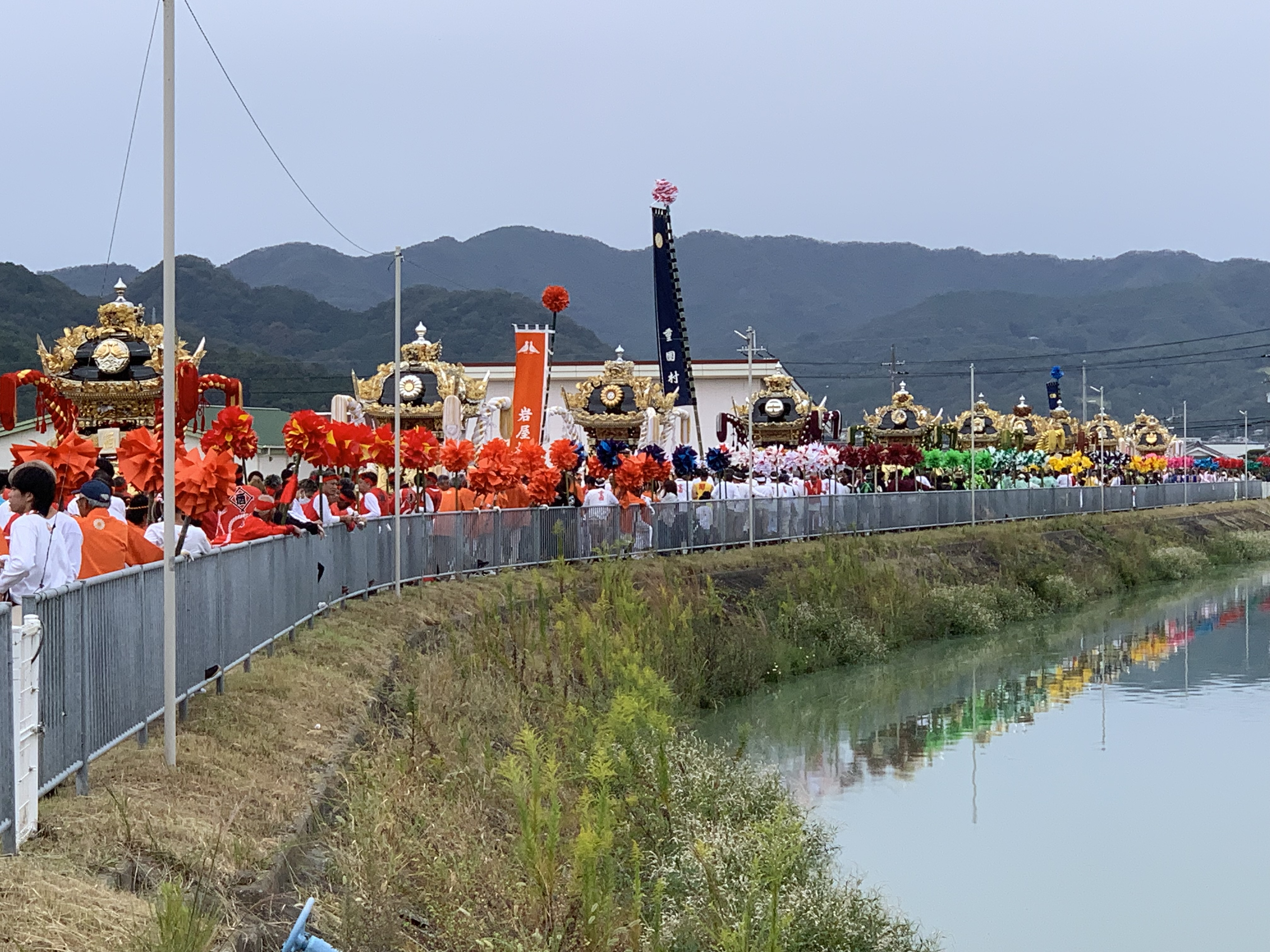
甲池に並ぶ神輿屋根屋台（太鼓台）の様子
（兵庫県姫路市甲八幡神社）

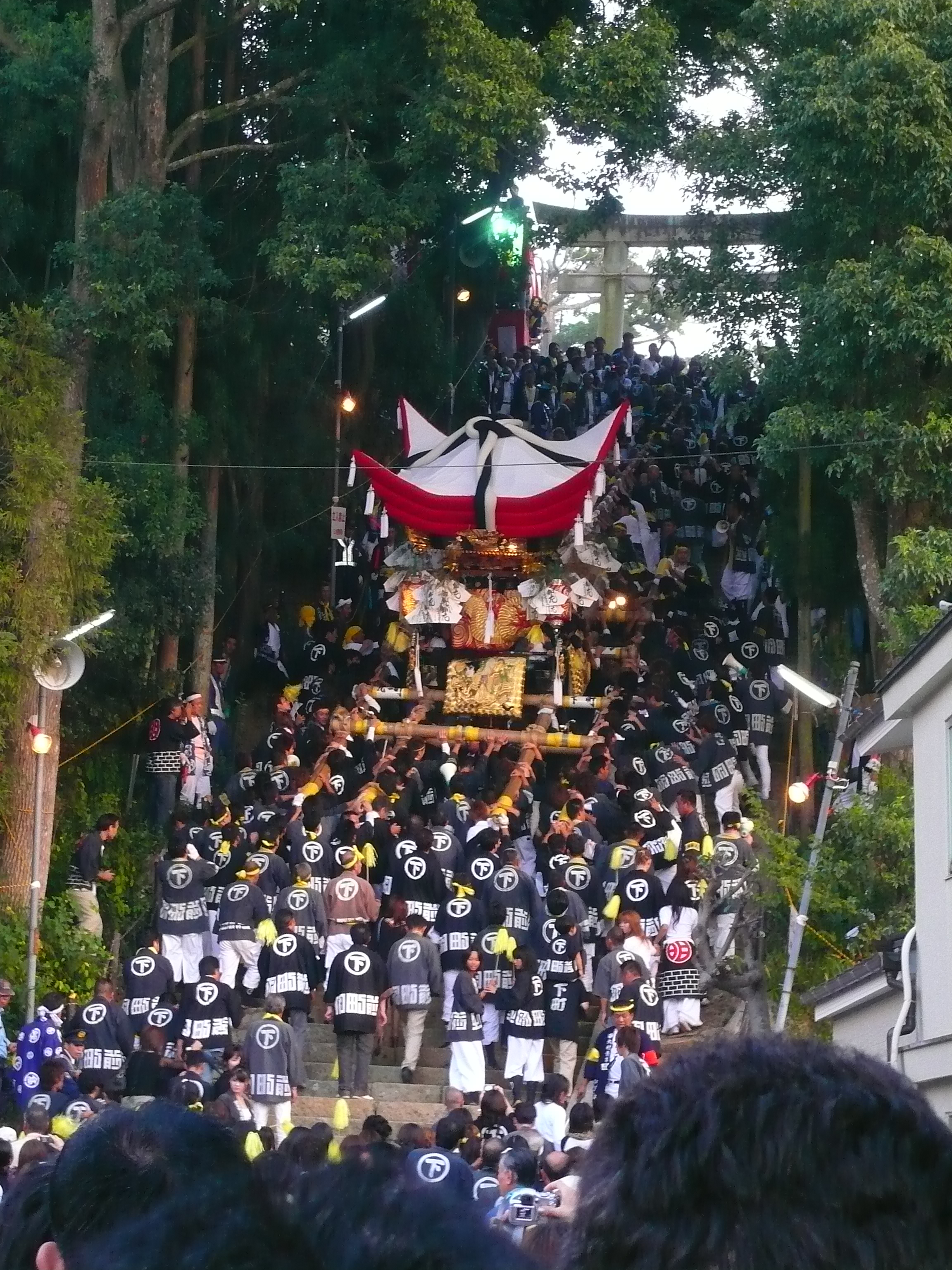
太鼓台（屋台）宮入りの様子
（兵庫県三木市大宮八幡宮）

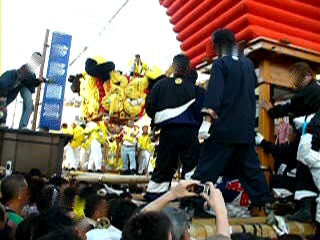
太鼓台/新居浜太鼓祭り（日本三大喧嘩祭り）鉢合わせの様子
(愛媛県新居浜市)

太鼓台は、瀬戸内海沿岸を中心に西日本一帯で多く見られる。地域によって様々な違いがあるが、2～6名程度の人間が乗り込んで内部の太鼓を叩き、その太鼓の音に合わせて掛け声をかけ、数十人～百人以上で担ぎ上げ、練り歩くという形式は共通している。他の呼称として太鼓・ふとん太鼓・ちょうさ・頂載（ちょうさい）・千歳楽（千才楽）・ヤッサ・四つ太鼓・ふとん御輿・御輿太鼓・布団だんじり・太鼓山等、総称として屋台・太鼓屋台等がある。
神輿が神社の所有物であるのに対して、太鼓台は山車と同様に氏子地域からの出し物であることが多く、太鼓台の祭礼における役割は神輿渡御のお供や先導（露払い）、および神前での練りによる奉納等である。

### 由来（掛け声など）
この太鼓台という名称には、練り歩く際に太鼓の存在がどれほど重要かが現れている。太鼓の叩き方は地方によって微妙に異なるが どの地方でも基本的には「ドン、ドドドン、ドドドン、ドドドン、デンドン（→ドドドンに戻る)」と打ち、掛け声も「チョーサージャ（又はヨーイッサージャ）」「ソウリャ、ソウリャ 」「ヨッサイ、ヨッサイ」「ヨーサージャ、ヨイヨイサージャ 」「ベーラーベーラー、ベラッショッショ」等々地方ごとに特徴がある。中には、地理的に離れた地方同士で類似した掛け声をもつところもある。
龍は雨を呼ぶ神、またはその使いとされていることから、屋台の上部の重とよばれる布団を締める布団締めの飾り帯を金糸で縫われた龍で覆い、重の四隅の括りは雨雲を、括りの両端から伸びる房は雨をあらわすものとされた。このため、古来より渇水の多い香川県～愛媛県東部等での特に稲作が盛んな地域では、神輿としての用途よりもむしろ「雨乞い神具」としての性格をもって太鼓台が分布した。
太鼓台には神輿（神の輿）としての役割はないが、布団屋根の太鼓台の布団部分、また神輿屋根の太鼓台の擬宝珠部分には神霊が宿ると考える地域があることから依り代とも考えられる。このようなことから、太鼓台に女性が触れることを禁忌とする（した）地方も多い。少年が太鼓を叩くところがあり、この場合は稚児などのように厚化粧となったり豪華な衣装を着たり、大人に肩車され地面に足を付けない所もある。
曳き山の山車と舁き山の太鼓台との大きく異なる点は、曳き山が引くという形式であるのに対して、舁き山は神輿と同様に担いて運行されることである。担ぐことによって足場状態の影響を受けにくいという面があり、段差や階段等の高低差のある場所や山間部等の坂路の多い地域においても比較的容易に運行することができる。
神前や観衆への見せ場（交差点等の広くなった場所）において最も多く行われる練りは、太鼓台を頭上高く持ち上げて舁く「差し上げ」である。その他にも、放り上げる、大きく揺らす、回転させる、土台（台輪）部分のみで担ぐ、複数で練り競う（かきくらべ）、どちらが早く差し上げられるかを競う、等といった動作で練るところがある。これはその地方の伝統が反映された特徴によるもので地域や祭礼ごとに異なる。
太鼓台の様式や外観にその地域の土地柄や文化を反映した伝統的な形態を残す地域もあるが、地域経済の発展や氏子主導の祭りへの変化から祭りにイベントとしての要素が強まった地域が増加、見せる祭りとして大型化した太鼓台や飾り幕・刺繍等による豪華な装飾を施したもの、流行の主流となりつつある形態に変更したものが多く見られるようになった。珍しい例であるが地方によってはその地方特有に個別の変化をして太鼓台そのものの外観がすっかり変わってしまったところもある（愛媛県西条市の御輿が顕著な例）。

### 基本的な構造

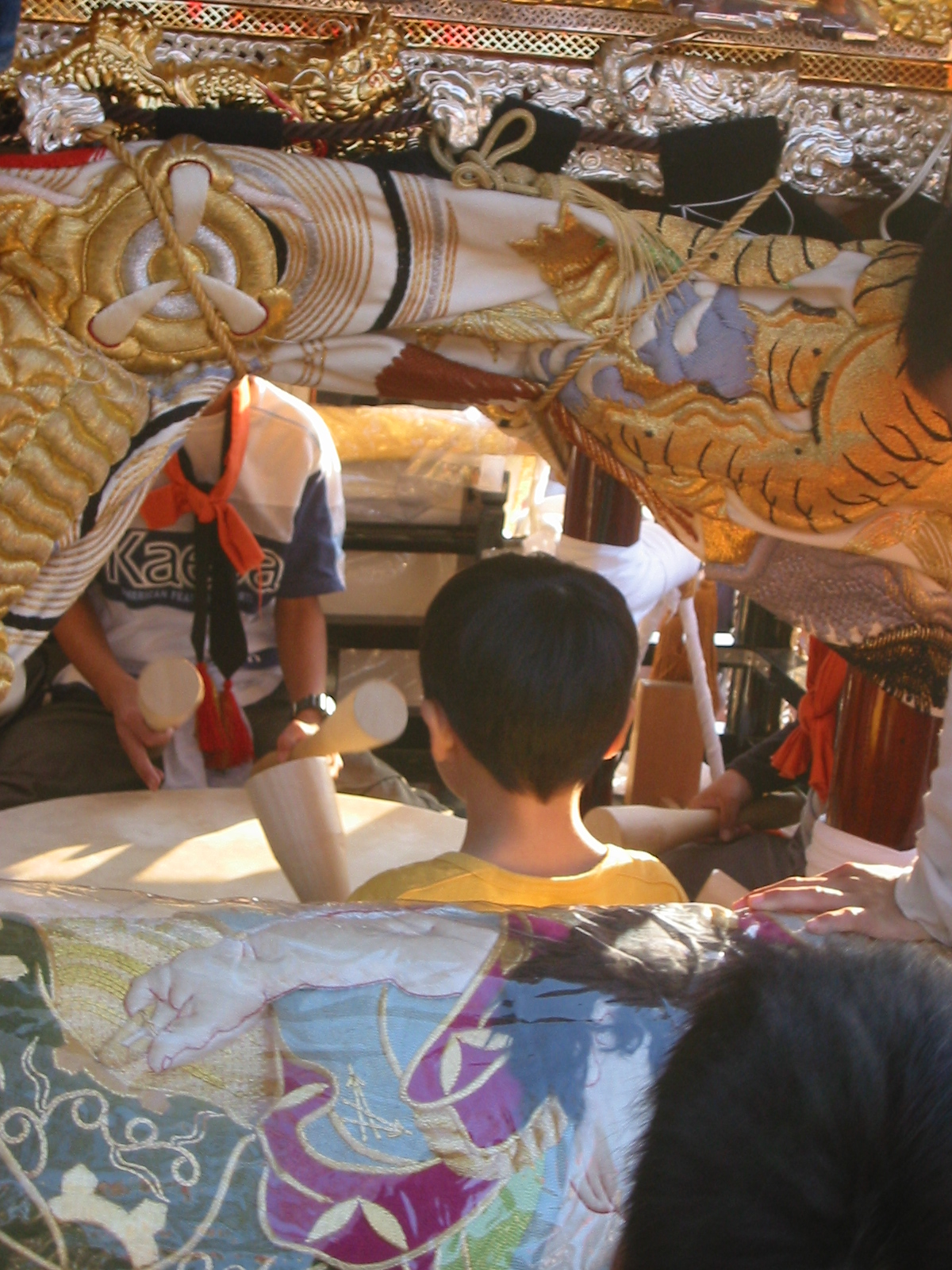
屋台内部の太鼓　灘のけんか祭り

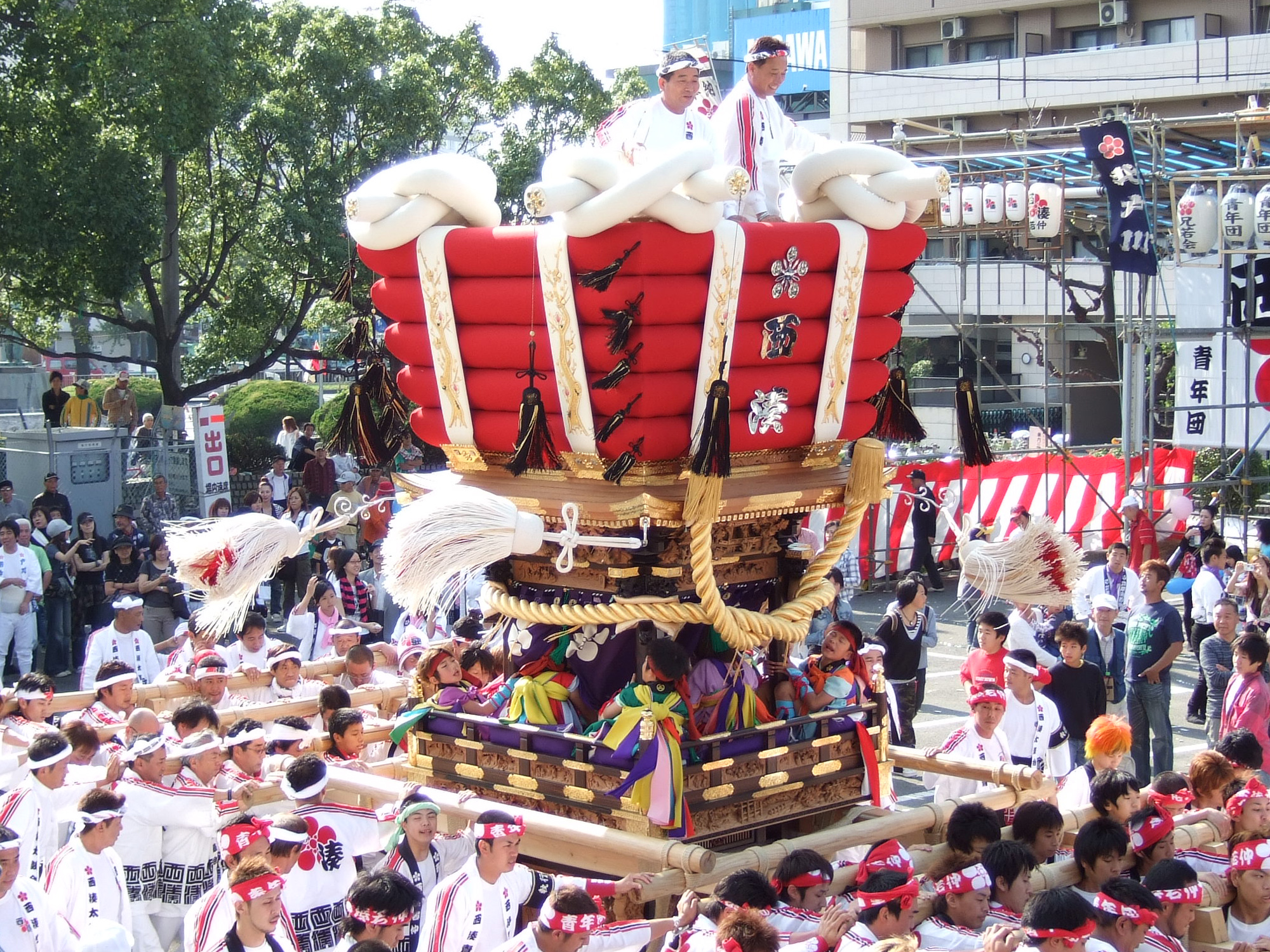
大阪府堺市のふとん太鼓 堺型

- 台輪と呼ばれる土台部分に太鼓、担ぐための舁き棒（4本が最も多い）、高欄、四本柱と続き、この上に支輪と四方を飾る雲板、そしてその上に布団または重と呼ばれる屋根という構造が一般的である。
- 布団（重）は2～8重と地方ごとの伝統によって段数が異なる。また1段ごとに色が違うもの、1段ごと四隅に小さな房を付けたもの等様々である。
- 太鼓台の屋根にあたる布団部分の四隅には トンボ・まくら・括りと呼ばれる大きな布製の結び飾りがあり、これは雨雲を模したものとされる。
- 重の四方おのおのの側面に布団締めと呼ばれる飾りがあり、古い形態の太鼓台では帯または綱などで文字通りこれで布団を束ねる実用的な部品であった。
- この布団締めは刺繍などの装飾などによって時代とともに豪華さを増していき、近年の太鼓台では金糸で立体に高縫いされた左右一対のつがいの龍の刺繍が 重の側面のほとんどを覆い隠すまでとなり、重を束ねる帯としての役割から重を飾る飾り面として変化している。
- 近年の太鼓台では複数積み重ねた枠型をもちいて重ねた布団を模したものとなっており、これは近年の大型化にともない軽量化の必要性が生じたためと おもに市街での運行途中に電線や民家の屋根などとの接触を避けるため高所に警護の人員を配置せねばならなくなったことによるもので 近代～現代ならではの変化であるといえる。
- 布団屋根以外の形態としては　神輿屋根や山車型の破風屋根のもの、また布団や屋根のないもの（支輪まで、または高欄までの簡素な構造）がある。

### ふとん太鼓
ふとん太鼓（ふとんだいこ）は大阪府、兵庫県などで担がれる太鼓台のことである。飾り山車の一種であり、形状的な最大の特徴は、正方形の巨大な布団を屋根にあたる部分に逆ピラミッド型に積む点にある。布団だんじり、布団神輿、布団屋台などとも呼ばれる。 ふとん太鼓を参照

### 神輿屋根屋台

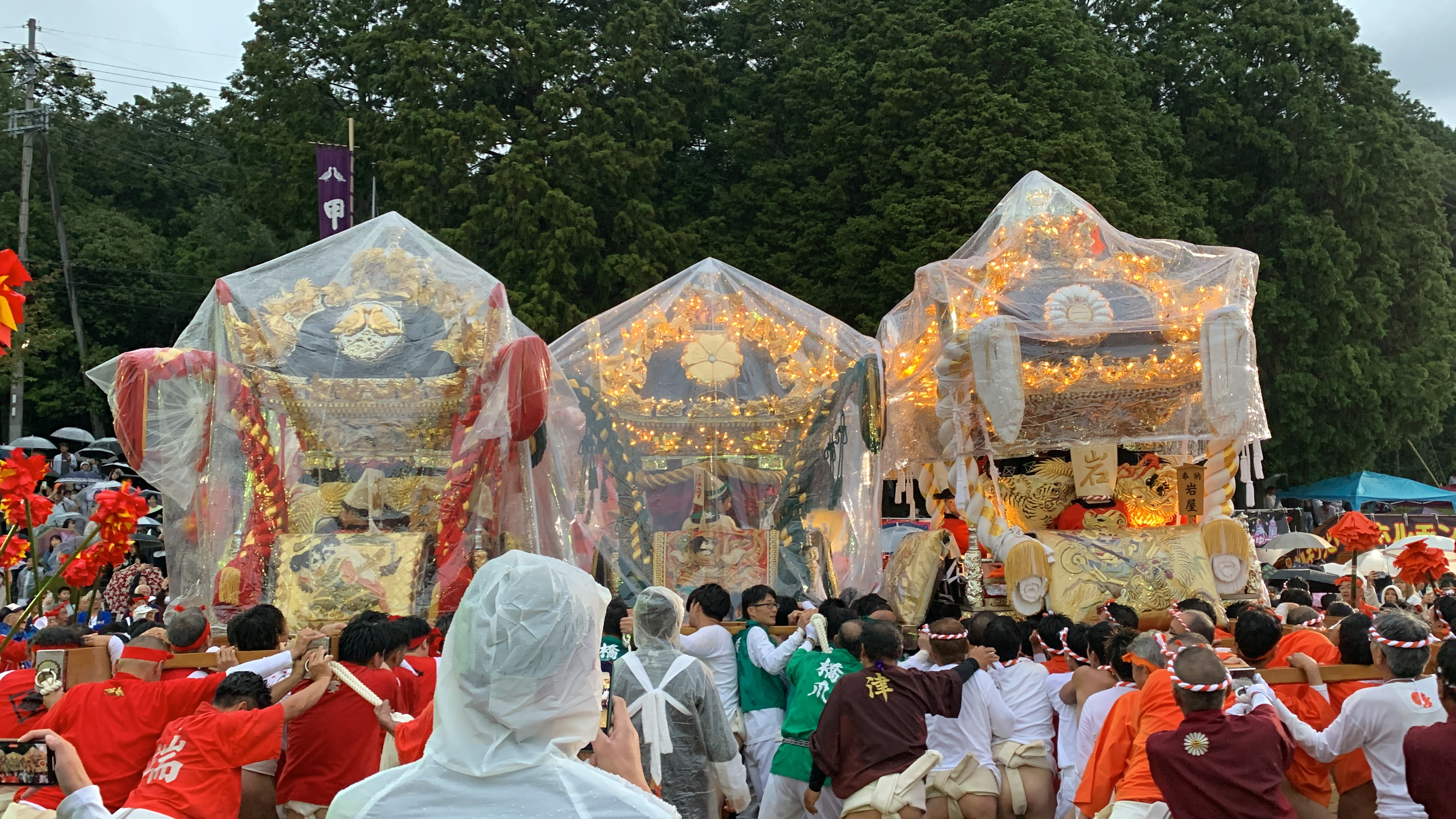
甲八幡神社秋祭り 神輿屋根同士の練り合わせの様子 2023年撮影 兵庫県姫路市甲八幡神社

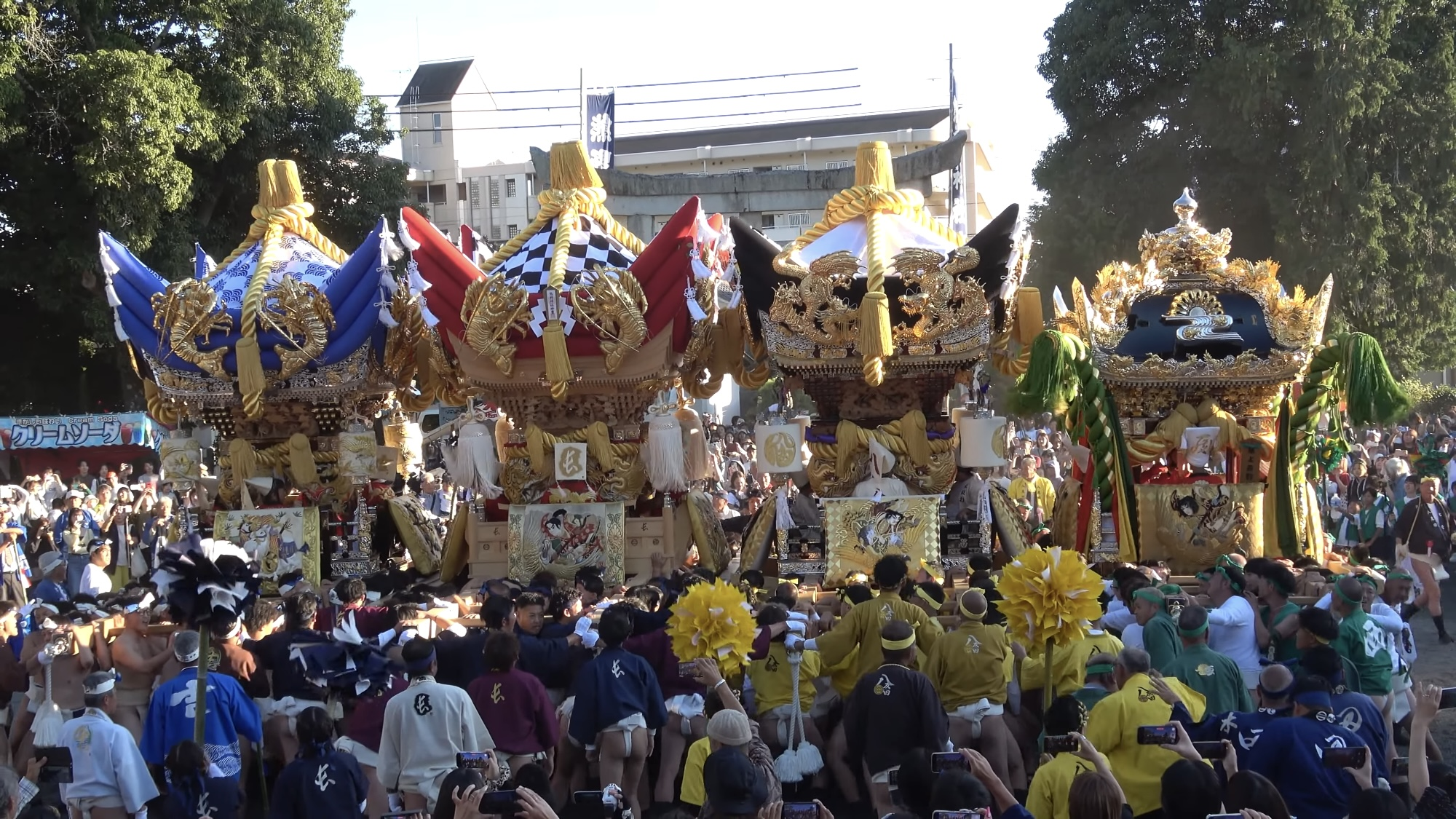
熊野神社秋祭り 神輿屋根と布団屋根の練り合わせの様子 2024年撮影 兵庫県神崎郡福崎町

神輿屋根型屋台は神輿と同様に宝形造りの屋根を持つものである。この型の太鼓台は播磨地域以外の太鼓台とは趣を異にしており、播州地域の太鼓台の特徴の一つと言える。総じて呼称は「屋台」や「やっさ」であり、装飾や運行形態によって中播方面(灘型神輿屋根屋台)と西播方面(魚吹型神輿屋根屋台)とで2種類に分けられるが、新調等の事情で手放された屋台を別の地域で使用することもあるため、地域によってはこれらの屋台が混ざった祭りもある。また、正八幡神社秋祭りのようにふとん太鼓と神輿屋根屋台が同じ地域の祭りに参加することもあり、これらは姫路市北部(旧神南町地域)や神崎郡福崎町といった中播磨北部で行われている。
奉納する神社によって神輿屋根の紋は大抵決まっており、八幡宮の場合は前後に各大歳神社の紋や龍や虎の彫刻、左右は左巴紋で統一されている。天満宮の場合は四方全てに加賀梅鉢紋を付ける。しかし、天満宮でも前後に大歳神社の紋を付けたり、左巴紋を付ける屋台もある。その他、四方異なる紋を付けている地区もある。

### 千歳楽

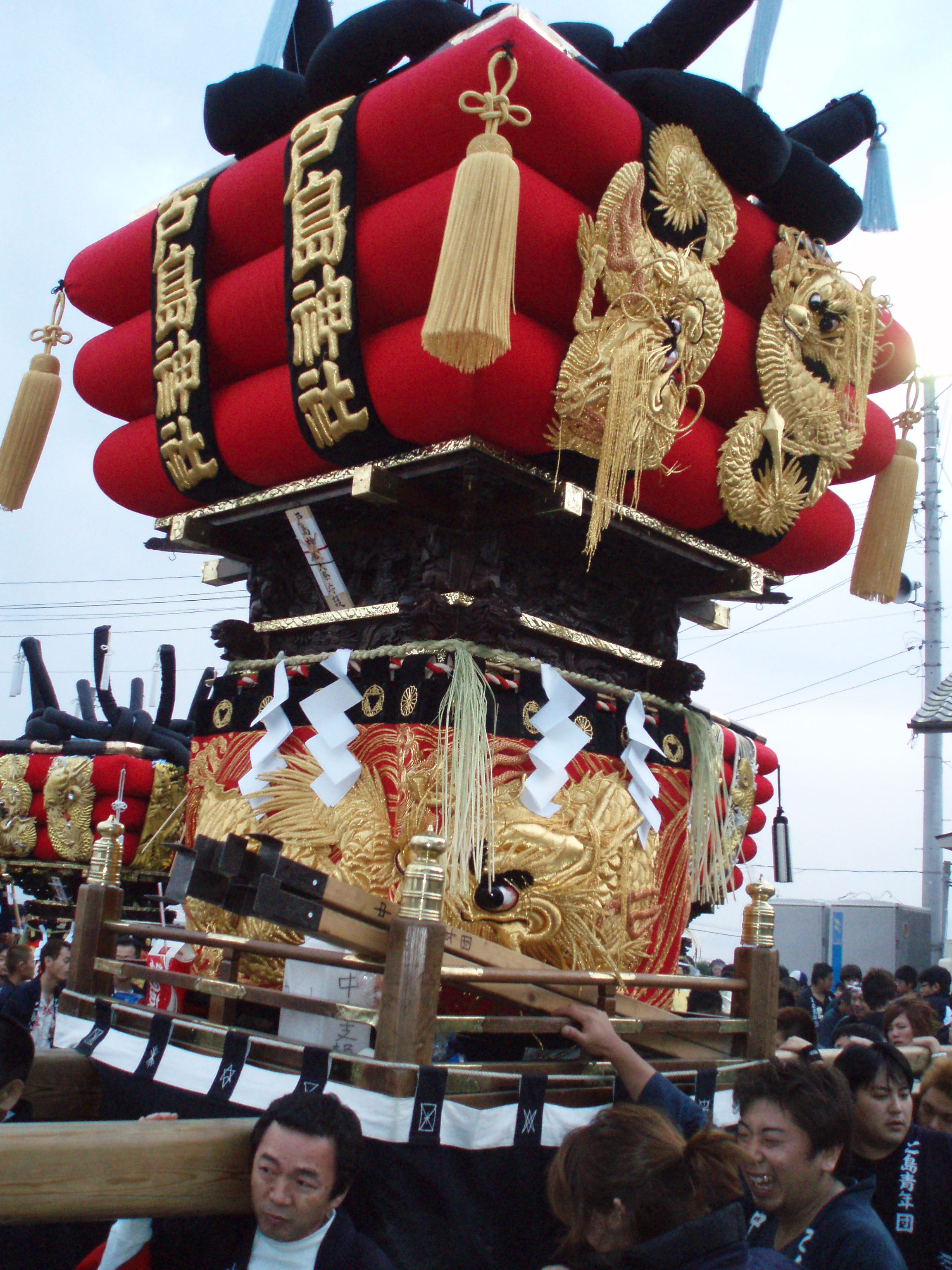
戸島神社　　中山千歳楽

岡山県南西部の秋祭りに繰り出す太鼓台は千歳楽・千才楽・千載楽（せんざいらく・せんだいろく）と呼ばれる。千歳楽は高梁市以南の備中國分で広く分布するが、備讃瀬戸の島嶼部香川県側でも一部この呼称が使われている。備前國分の瀬戸内市牛窓にも同形態の太鼓台が存在するが牛窓での呼称は「どんでんどん」。太鼓台を担ぐ際の担ぎ唄として「千歳楽」を唄うので「千歳楽」の呼称になったとする説がある。
千歳楽は布団を3枚もしくは5枚を載せたモノが一般的であるが、中には2枚布団（倉敷市連島）7枚布団（浅口市旧金光町）のモノもある。総重量は1トン程度までで他地域の太鼓台と比べ総じて小ぶり。
千歳楽が出る祭で最も賑わうのは10月最終土日に行われる倉敷市玉島乙島の戸島神社秋季例大祭（乙島祭り）。千歳楽8台、御船3台、だんじり1台が地区内を巡行する。
千歳楽の唄を歌いながら練り歩いた後、高く上げて「さした」と叫ぶところもある。

### ちょうさ

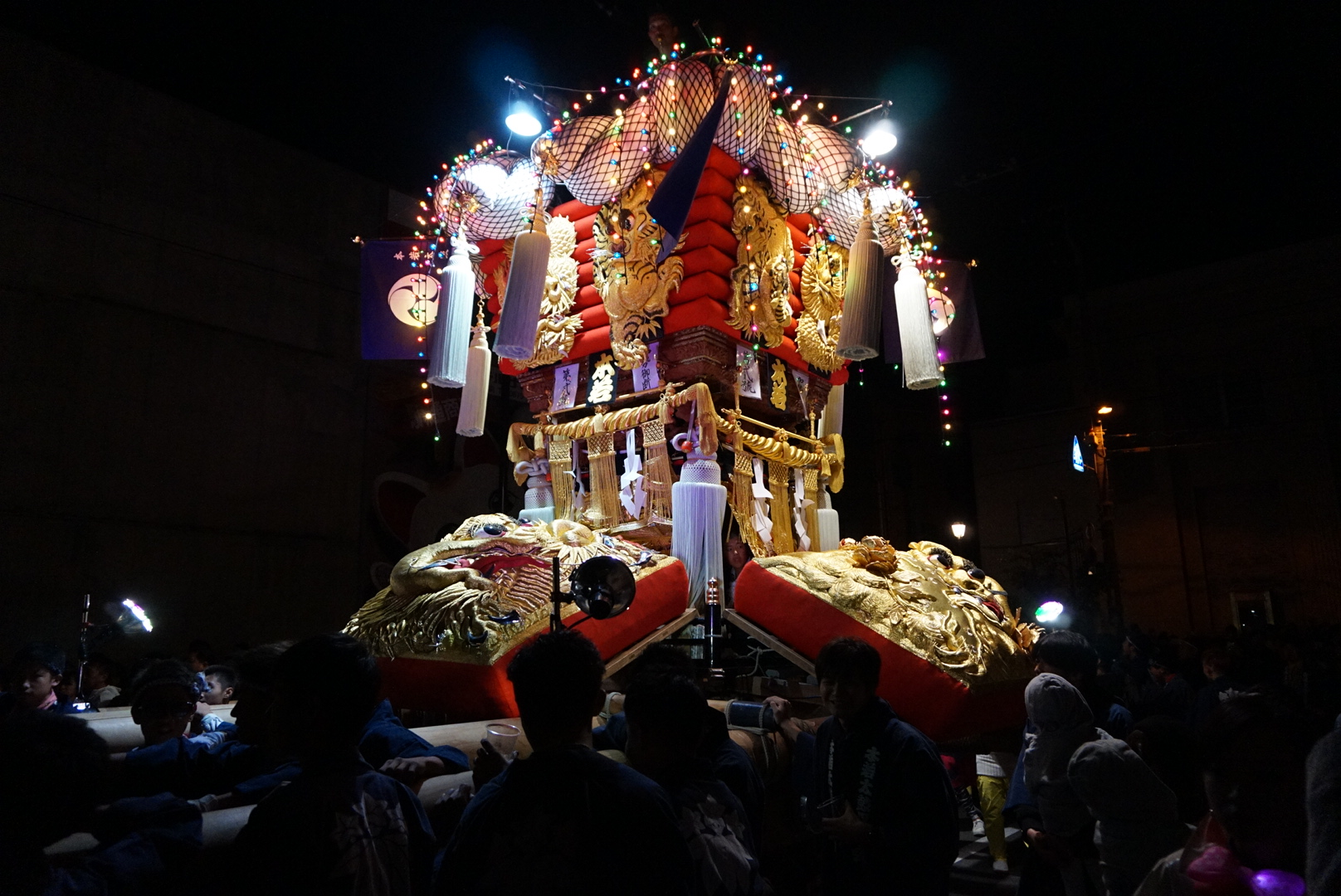
琴弾八幡宮大祭奉納のちょうさ 2018年撮影 香川県観音寺市琴弾八幡宮 貮號本若太鼓

主に香川県観音寺市で秋季大祭で使用される太鼓台。 
布団（重）を7段重ねした「七重」、担ぎ棒の上に「掛布団」と呼ばれる豪華な布団を2枚(主に豊浜・大野原)・4枚(主に琴弾八幡宮)乗せており、200以上の部品で構成されている。
総重量2t、大きなところでは3tを越え、高さは5メートル～5.2メートル位あり、担ぎ棒の長さが13～14メートルで計4本ある。
交差点、広場、神前などの見せ場で太鼓台を頭上高く手で持ち上げる、放り上げる、大きく揺らす、回転などによる奉納が行われる。これらのことを、「差し上げ」・「かきくらべ」・「中狂い」という。近年では投光器や派手な電飾でライトアップされる。

### 新居浜型太鼓台

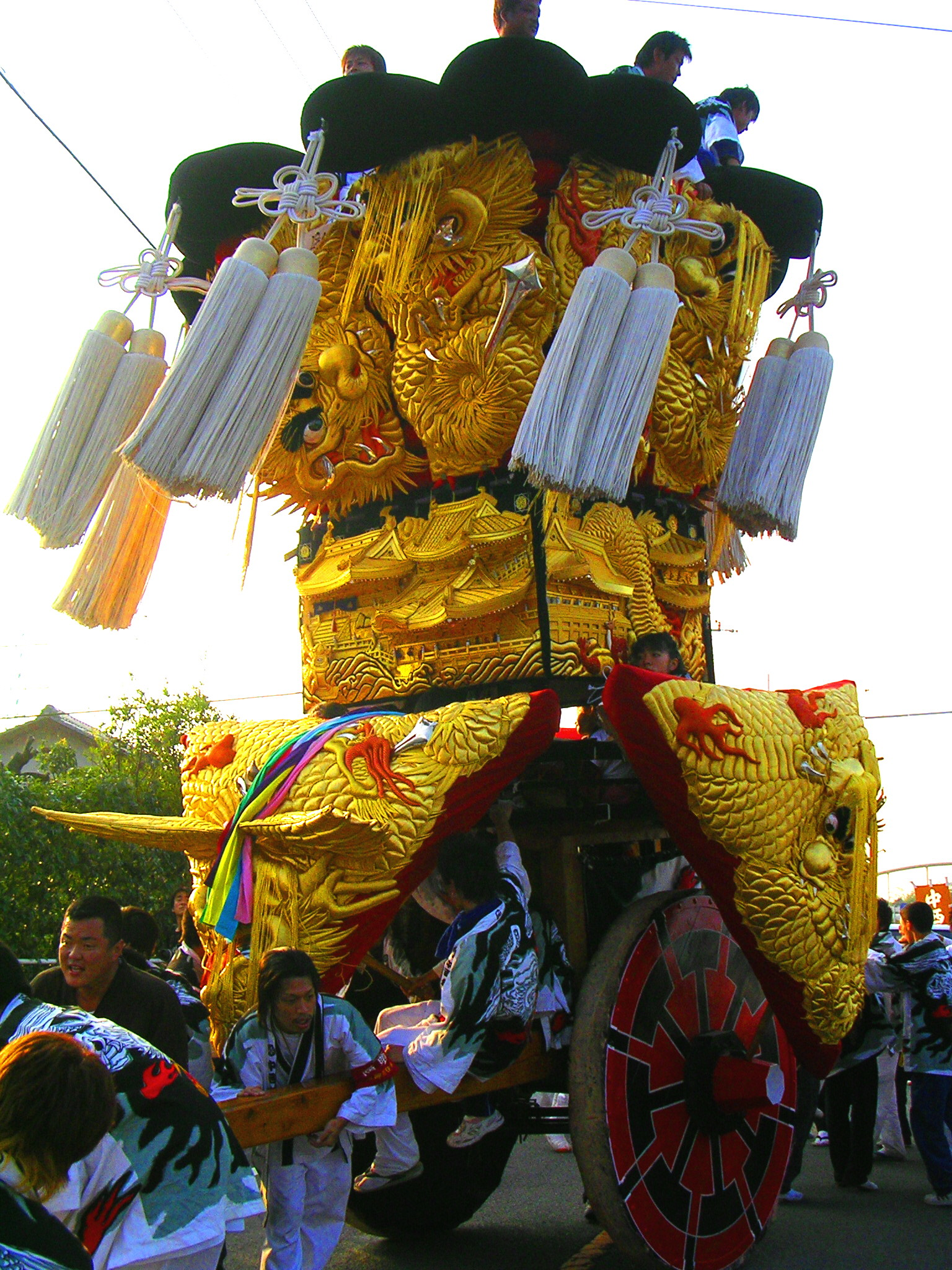
西条祭りの御輿屋台2006年10月 愛媛県西条市 伊曽乃神社祭礼

四国の東予・西讃エリア、特に愛媛県の新居浜太鼓祭りや西条祭りなどで見られる大型の太鼓台。豪華な金糸刺繍の飾り幕が施されており、高さ5.5m、重量2.5t（総重量は3t以上）となる。隣接する四国中央市や香川県坂出市・三豊市などにも分布している。

### 福島県の太鼓台
東北の福島県中通り地方に伝わる太鼓台及び連山車は、西日本で見られるものとは異なる。こちらの太鼓台は曳山形式を取っており、また車輪の数は前輪・後輪が2つずつある。舵はある地域とない地域があり、例として二本松の提灯祭りの太鼓台には舵がない。屋根は破風屋根で蟇股と欄間に彫刻と金箔を施し、その下の四方に裳階を付ける。内部には前進する方向に締太鼓を3～4個設置、後方に大太鼓が置かれる。
太鼓台の内部では書いて字の通り、太鼓や笛を演奏するようになっている。一部に装飾品の幕を張り、運行する。昼間は前進方向の屋根に町の字紋などを染め抜いた旗を二本、交差させて置く。夜間は屋根に提灯を飾り付けるための枠を設置、300個以上の提灯を飾りつける。
二本松市の二本松神社秋季例大祭を中心に、同市内小浜の塩松神社祭礼（通称・小浜の紋付祭り）や本宮市の安達太良神社祭礼、郡山市の安積国造神社祭礼、大玉村の玉井神社祭礼など、旧二本松藩領域に多く見られる。福島市では連山車という名前で伝わっており、主に福島稲荷神社の祭礼にて曳き廻しが行われる。